# كانبون أويتشي
كانبون أويتشي (باليابانية: 上地完文) ولد في 5 مايو 1877 وتوفى في 25 نوفمبر 1948، مؤسس أسلوب أويتشي-ريو، أحد أساليب الكاراتيه الأساسية في أوكيناوا.

## النشأة
ولد كانبون في دائرة ديكوساكو لكنه نشأ في دائرة تاكينتو التابعة لقرية إيزومي الزراعية الجبلية في شبه جزيرة موتوبو في أوكيناوا، كانت عائلة أويتشي من مزارعي الفجل الأبيض. بينما يُزعم أن أويتشي درس في شبابه، أسلوب بوجوتسو والتقنيات الصينية الأساسية مع خبراء موتوبو، الذين عاش بعضهم في الصين، فإن أحدث مذكرات النشر المعتمدة من حكومة أوكيناوا تقول أنه لا يوجد سجل لتعلمه «أي نوع من أنواع الفنون القتالية» قبل سفره إلى الصين.

## وصلات خارجية
- السيرة الذاتية من الموقع الرسمي لمحافظة أوكيناوا